# Övre Savolax ekonomiska region
Övre Savolax ekonomiska region (finska: Ylä-Savon seutukunta) är en av de ekonomiska regionerna i landskapet Norra Savolax i Finland. Folkmängden i regionen uppgick den 1 januari 2013 till 57 238 invånare, regionens totala areal utgjordes av 8 075 kvadratkilometer och därav utgjordes landytan av 7 213,74  kvadratkilometer.  I Finlands NUTS-indelning representerar regionen nivån LAU 1 (f.d. NUTS 4), och dess nationella kod är 111 .

## Förteckning över kommuner
Pieksämäki ekonomiska region  omfattar följande sju kommuner: 
- Idensalmi stad
- Keitele kommun
- Kiuruvesi stad
- Lapinlax kommun
- Pielavesi kommun
- Sonkajärvi kommun
- Vieremä kommun

Samtliga kommuners språkliga status är enspråkigt finska.